# 盧霍韋 (哈爾科夫州)
48°39′40″N 36°39′31″E / 48.66111°N 36.65861°E
盧霍韋（羅馬化：Luhove）是位於烏克蘭東部的村莊，由哈爾科夫州洛佐瓦區的布利茲紐基市鎮負責管轄。該村處於薩馬拉河左岸，距離巴希利夫卡1公里，始建於1922年，面積0.18平方公里，海拔高度81米，2001年人口87。